# مهرداد عارفانی
مهرداد عارفانی (زاده ۸ مرداد ۱۳۴۲ در تنکابن) شاعر، نویسنده، و کنشگر سیاسی مخالف جمهوری اسلامی بود که به‌خاطر تلاش برای بمب‌گذاری در گردهمایی سازمان مجاهدین خلق در پاریس در سال ۲۰۱۸ و جاسوسی برای جمهوری اسلامی، در دادگاه بلژیک محکوم به ۱۷ سال زندان و از دست دادن تابعیت بلژیکی خود شد.

## زندگی شخصی
مهرداد عارفانی در ۸ مرداد ۱۳۴۲ در شهسوار به دنیا آمد. عارفانی در ۱۵ سالگی به کنش سیاسی روی آورد. او در سال ۱۳۶۰ در ایران به اتهام هواداری از گروه آرمان مستضعفین دستگیر و به مدت ۵ سال زندانی زندانی شد. پس از آزادی در اواخر همین دهه به اتحاد جماهیر شوروی سوسیالیستی گریخت، اما چند ماه بعد دوباره به ایران بازگشت. عارفانی از ۳۰ سالگی به ادبیات و شعر روی آورد. او از سال ۱۳۷۲ نزدیک به ۵ سال در کرج زندگی کرده و با آموزش تعمیر کولر گازی، زندگی خود را تأمین می‌کرد. وی در سال ۱۳۷۹ به اروپا مهاجرت کرد و از طریق ترکیه خود را به بوسنی و هرزگوین و سپس ایتالیا رساند و درنهایت ساکن بلژیک شد.
مهرداد عارفانی از شاعران پیشرو بود که در قالب‌های آزاد، شعر می‌نوشت و در مجامع ادبی و هنری روشنفکری، فردی شناخته شده بود. بسیاری او را از شاگردان تیرداد نصری (شاعر ایرانی ساکن لندن) می‌دانستند و در روزنامه‌های داخل ایران نقدهایی بر آثار او منتشر می‌شد. برادر کوچک‌تر او «مازیار عارفانی» نیز از شاعران و منتقدان ادبی ساکن ایران است.

## کنش ادبی

جلد کتاب کار سیاه

از مهرداد عارفانی در ایران و اروپا چندین مجموعه‌شعر به زبان فارسی به چاپ رسیده‌است که از مطرح‌ترین آن‌ها می‌توان به از این شاخه به آن شاخه، خوشهٔ آفتاب، آدرس و پیچ اشاره کرد.
انتشار مجموعه‌ای از او با نام «مرگ بر خدا» به زبان فرانسوی، بازتاب‌های گوناگونی در بین مخاطبانش و طیف‌های سیاسی داشت و نام او را به‌عنوان شاعری سکولار مطرح کرد.
همچنین بخش دیگری از اشعار او در گذشته با نام «کار سیاه» به زبان فرانسه برگردان و توسط انتشارات لارماتن منتشر شده بود که محتوای این مجموعه را عارفانی «ضدیت با تروریسم و افراط‌گرایی مذهبی» می‌داند. نام کتاب در ابتدا «پارو بر آب‌های سرزمین پوک» نام داشت که بعداً به Travail au noir (کار سیاه) تغییر نام یافت.
عارفانی با برگزاری سمینارهای ادبی، شب‌های شعر و نقد، خود را به عنوان یک شاعر مارکسیست معرفی می‌کرد و همچنین با انجمن «اس او اس ایران» مستقر در وین، ارتباط نزدیک داشت. او وب‌سایت ادبی «هشتاد» را اداره و همچنین کارگاه‌هایی حضوری در شهر «بروکسل» بلژیک برگزار می‌کرد.
اشعار متأخر او، در دو حوزهٔ سادگی زبان و استفاده از ظرفیت‌های شعر پست‌مدرن، مورد توجه قرار گرفته‌است.

## حواشی ادبی
عارفانی که از دوستان شاهین نجفی خوانندهٔ ایرانی مقیم آلمان بود، پس از پشتیبانی نجفی از مجموعهٔ شعر تازه علی عبدالرضایی، در نامه‌ای سرگشاده که در رسانه‌های خارج از کشور منتشر شد، او را به پشتیبانی از شاعرانی متهم کرد که با رژیم ایران ارتباط دارند و عبدالرضایی را بلندگوی رژیم دانست.

## حواشی سیاسی و دستگیری
مهرداد عارفانی از هواداران سازمان مجاهدین خلق بود. او پس از خروج از ایران نیز در جلسات آن‌ها شرکت می‌کرد و حتی به مقر سازمان در آلبانی سفر کرده بود.
به‌ناگهان در سال ۱۳۹۷ اعلام شد که او در روز ۳۰ ژوئن در پارکینگ سالن نمایشگاه‌های ویلپنت، محل برگزاری گردهمایی شورای ملی مقاومت ایران بازداشت شده و در ۲۹ تیر ۱۳۹۷ در اختیار مقامات قضایی بلژیک قرار گرفته‌است. اتهام او «تلاش در ارتکاب قتل تروریستی» و «تدارک مقدمات یک سوء قصد» عنوان شده بود.
در ادامه مشخص شد که این دستگیری در ارتباط با دستگیری دیپلمات ایرانی اسدالله اسدی و تلاش برای انجام عملیات تروریستی و انفجار بمب در گردهمایی شورای ملی مقاومت ایران و مجاهدین خلق بوده‌است. همچنین در این پرونده دو مظنون دیگر به نام‌های امیر سعدونی و نسیمه نعامی نیز دستگیر شدند که بمب در خودروی آن‌ها پیدا شده بود.
او در دادگاه اتهامات خود را رد کرد و اتهام‌ها علیه خود را انتقام‌گیری سازمان مجاهدین خلق به خاطر عقاید سکولارش و همچنین چاپ مجموعهٔ «مرگ بر خدا» دانست و هرگونه ارتباط با ایران و اسدالله اسدی را انکار کرد. اما با پیدا شدن ابزارهای جاسوسی در خانهٔ این شاعر و همچنین بررسی حساب بانکی او، دادگاه عارفانی را تبرئه نکرد و درنهایت در دادگاهی در بلژیک به ۱۷ سال زندان محکوم شد.
بسیاری از فعالان سیاسی ساکن بروکسل، گزارش داده‌اند که عارفانی در سال‌های اخیر به خانه‌های آن‌ها می‌آمده تا برایشان نرم‌افزار نصب کند و کارهای کامپیوتری‌شان را انجام دهد. احتمالاً مقادیر زیادی از اطلاعات داخل این کامپیوترها نیز به دست وزارت اطلاعات افتاده‌است.

### شواهد پرونده
با بررسی حساب پی‌پل عارفانی، بازرسان پرونده متوجه شدند که او یک جلیقهٔ ضدگلولهٔ نظامی، یک ضبط صوت جاسوسی و یک میکروفون یقه‌ای خریده و در بازرسی خانه‌اش نیز تجهیزات جاسوسی نظیر عینک‌هایی با دوربین مخفی و عکس‌هایی از دفتر سازمان مجاهدین خلق کشف شد. در خانه او یک دستگاه تلفن آلکاتل نیز کشف شد که از آن برای ارتباط با اسدالله اسدی استفاده می‌کرده‌است. همچنین مشخص شد که او از اسدالله اسدی، پولی نزدیک به ۲۲۶ هزار یورو دریافت کرده‌است.
امیر سعدونی در دادگاه اعتراف کرد که عارفانی بلیطی به مقصد ترکیه تهیه کرده بوده که پس از عملیات به ایران برگردد. همچنین گفت که در هنگام رفتن آنها به دادگاه برای تمدید زمان بازداشت، اسدالله اسدی به مهرداد عارفانی گفته هر گونه ارتباطش را با او (اسدی) انکار کند.

### محکومیت در دادگاه
مهرداد عارفانی در دادگاه هرگونه ارتباط با اسدالله اسدی و وزارت اطلاعات جمهوری اسلامی ایران را انکار کرد. همچنین بیان کرد که ضبط فایل‌های صوتی نه برای راهنمایی بمب‌گذاران که برای خبررسانی در مورد نشست مجاهدین بوده‌است. اما قاضی دادگاه کیفری آنتورپ با رد ادعاهای او، در ۱۶ بهمن ۱۳۹۹ به عنوان «ناظر عملیات بمب‌گذاری و هدایت‌کنندهٔ آن»، عارفانی را به ۱۷ سال زندان و سلب تابعیت بلژیکی‌اش محکوم کرد.
وی تنها متهم حاضر در این جلسهٔ دادگاه بود و پس از خواندن حکم دادگاه، واکنشی به آن نشان نداد. همچنین دیگر همکاران او در این عملیات یعنی اسدالله اسدی، نسیمه نعامی و امیر سعدونی به ترتیب به ۲۰، ۱۸ و ۱۵ سال زندان محکوم شدند.

### دادگاه استیناف
در تاریخ ۲۶ آبان ۱۴۰۰ عارفانی به همراه دو متهم دیگر در دادگاه تجدیدنظر در شهر آنتورپ حاضر شد و وکلای آنها طی دو روز به دفاع از آنها پرداختند. در انتهای این دو روز اعلام شد که نتیجه دادگاه تجدیدنظر چند هفته بعد اعلام خواهد شد. در اردیبهشت ۱۴۰۱، دادگاه استیناف، عارفانی را به ۱۸ سال زندان محکوم کرد و گفت شواهد ارائه شده، جدی هستند.